# Mercat laboral

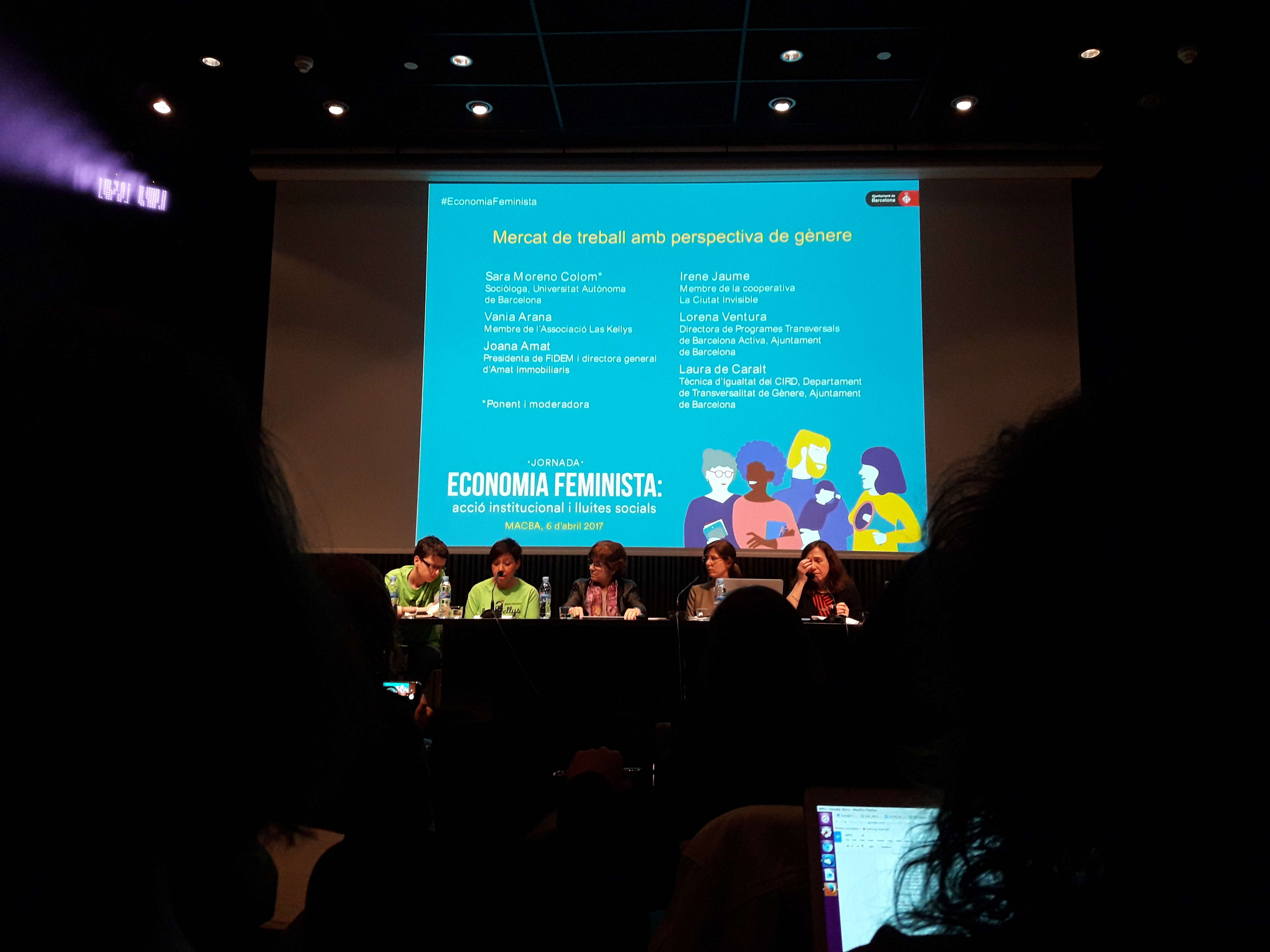
Taula de debat sobre el mercat de treball a una jornada d'economia a Barcelona, en 2017

El mercat de treball o mercat de la feina és el mercat on conflueixen la demanda i l'oferta de treball. Es diferencia de la resta de mercats perquè està relacionat amb la llibertat dels treballadors i la necessitat de garantir-la.
La interacció de les dues variables anomenades anteriorment, és representa en la Corba del Mercat de Treball.
La Corba del Mercat de Treball mostra la interacció conjunta de les dues variables principals; Oferta de Treball (OL) i la Demanda de Treball (DL)
- la interacció d'aquestes dues variables determina el Salari (W) i el Punt d'Equilibri de la Corba (Pe).
  - Aquest punt d'equilibri ens mostra que els empresaris i els treballadors s'han posat d'acord sobre el Salari i no hi ha cap conflicte.

Per aquest motiu, normalment està influenciat i regulat per l'Estat a través del dret laboral i pels convenis col·lectius de treball. Els individus intercanvien serveis de treball. L'oferta de treball inclou al conjunt de treballadors que estan disposats a treballar, i la demanda està formada pel conjunt d'empreses o empleats que contractaran als treballadors. El salari és el preu del treball realitzat pel treballador en aquest mercat.